# Fabbriche di Vergemoli
Fabbriche di Vergemoli település Olaszországban, Toszkána régióban, Lucca megyében. Lakosainak száma 716 fő (2023. január 1.). Fabbriche di Vergemoli Molazzana, Gallicano, Borgo a Mozzano, Pescaglia és Stazzema községekkel határos.

## Népesség
A település lakossága az elmúlt években az alábbi módon változott:
| Lakosok száma | 798  | 815  | 716  |
|               | 2017 | 2018 | 2023 |

## Története
Fabbriche di Vergemoli község 2014. január 1-én jött létre Fabbriche di Vallico és Vergemoli községek egyesítésével.